# Ácsán Lí
Phra Szuddhidhammaranszi Gambhiramédhacsarja (Ubonratcsathani, 1907. január 31. vagy 1906. január 31. – ?, 1961) vagy közismertebb néven Ácsán Lí Dhammadáró (angolosan Ajahn Lee) thai buddhista szerzetes (bhikkhu), meditációs mester volt. A tiszteletreméltó Ácsán Mun tanítványaként a 20. századi thai erdei hagyomány egyik legjelentősebb meditációs mestere és tanítója volt. Az erdei szerzetesek (bhikkhuk) közül ő készítette a legtöbb átfogó meditációs segédletet, és a legrészletesebben kidolgozott dhjána tudatállapot jellemzést. Az első tanítók közé tartozott, akik az erdei hagyomány tanításait eljuttatták a thai társadalom szélesebb rétegeibe. Az igazi nagy tanítókhoz méltóan soha nem beszélt saját spirituális megvalósításairól, a tanítványai és követői azonban meg voltak róla győződve, hogy rendelkezett bizonyos különleges képességekkel (lásd: abhidnya).

## Élete
Ácsán Lí egy Baan Nawng Sawng Hawng nevű faluban született Ubonratcsathani tartományban, a ló évének második hold hónapjában, a fogyó hol második napján. Öt fiú és négy lány testvére volt. Nehéz gyermekkora volt. Szülei időszakokra magukra hagyták őket a testvéreivel, az édesanyja meghalt, amikor Ácsán Lí 11 éves volt, 12 évesen kezdte el az általános iskolát és 17 évesen be is fejezte. Fiatalon még a pénzkeresés foglalkoztatta, hogy vagyont szerezzen és 30 éves korára megnősüljön. Végül egészen máshogy alakult. Amellett, hogy fiatalon egy állapotos nő látványa által megundorodott az emberi testtől, egy szerencsétlen alkalommal megölt egy kutyát. Erős bűnbánat gyötörte és arra vágyott, hogy valahogyan jóvá tegye tettét. Szerzetesnek állt, de nagyon elégedetlen volt a szerzetestársai viselkedésével, akik sakkoztak, kakasviadalokat tartottak, sőt néha még este is étkeztek. Két évig tartózkodott ebben a kolostortemplomban (vat), és egyre jobban vágyott arra, hogy egyszer találkozik majd egy olyan tanítóval, aki tényleg arra tudja tanítani, amit a történelmi Buddha tanított. Egy szép napon egy közeli kolostorba (Baan Noan Rang Yai) ment segíteni szertartást tartani, ahol meghallotta egy szerzetes tanításait, aki Ácsán Mun tanítványa volt. Ez a tanítvány a falutól egy kilométerre táborozott le az erdőben. Ácsán Lí a szertartás után meglátogatta őt az erdőben. Rajta keresztül végül eljutott Ácsán Munhoz, miközben végleg hátrahagyta szülőfaluját és az édesapját. Ácsán Mun tanítványa lett a Dhammajuttika rendben (1927. május 27.). Az első gyakorlat, amit új tanítója rábízott a Buddhó mantra volt. Vándorlásaik során eljutottak Burma, Kambodzsa és India erdőibe. 1927-ben, az esős évszak (vassza) után Ácsán Lí visszalátogatott szülőfalujába, ahol először a község temetőjében, majd a közeli erdőben tartózkodott hetekig, a halál-meditáció gyakorlása végett. Sokan látogattak el hozzá az erdőbe a környező településekről, akiknek tanításokat adott olyan dolgokról, amelyek segítettek az emberekben eloszlatni a hiedelmekkel kapcsolatos félelmeket.

## Halála
Ácsán Lí élete rövidnek bizonyult, de ő volt Ácsán Mun tanítványai közül, aki a legjobban hozzájárult a Kammatthána hagyomány tanításainak írásos közvetítésében (lásd pl: The Teachings of Phra Ajaan Lee Volume 1 : Collected Writings). Összesen tíz könyve jelent meg a meditációról. Ő általa jutott el először a thai társadalom népesebb táborához a buddhista erdei hagyomány. A Paa Khlong Kung kolostor és az Asokaram kolostor megalapítása után megkapta a ssaókún egyházi megnevezést, és a Phra Szuddhidhammaranszí Gambhíramédhácsarija nevet 1957-ben. Halála előtt egy évvel korházba került két hónapra szívproblémákkal. 1961. április 25-én hunyt el, 55 éves korában.

### Művei
(Thai nyelvről fordította Thánisszaró Bhikkhu)
- Food for Thought - Eighteen Talks on the Training of the Heart
- Keeping the Breath in Mind and Lessons in Samadhi
- Starting Out Small - A Collection of Talks for Beginning Meditators
- Inner Strength & Parting Gifts
- The Heightened Mind
- The Skill of Release
- The Craft of the Heart
- Frames of Reference
- Basic Themes - Four Treatises on Buddhist Practice
- The Autobiography of Phra Ajaan Lee